# Панье-деррьер-Барин
Панье́-деррье́р-Бари́н (фр. Pagney-derrière-Barine) — коммуна во французском департаменте Мёрт и Мозель региона Лотарингия. Относится к  кантону Туль-Нор.	

## География
Панье-деррьер-Барин расположен в 55 км к юго-западу от Меца и в 25 км к западу от Нанси. Соседние коммуны:	 Брюле на севере, Туль на юго-востоке, Экрув на юге, Фуг и Ле-Сен-Реми на юго-западе, Ланёввиль-деррьер-Фуг на северо-западе.
Это одна из коммун в окрестностях Туля, где производятся вина марки Côtes-de-toul (AOC).

## Демография
Население коммуны на 2010 год составляло 571 человек.
| 1962 | 1968 | 1975 | 1982 | 1990 | 1999 | 2010 |
| ---- | ---- | ---- | ---- | ---- | ---- | ---- |
| 400  | 409  | 405  | 439  | 539  | 565  | 571  |

## Достопримечательности
- Развалины древнего женского монастыря XII века.